# Storlomme
Storlomme (Capsella grandiflora) är en korsblommig växtart som först beskrevs av Fauché och Louis Athanase Anastase Chaubard, och fick sitt nu gällande namn av Pierre Edmond Boissier. Enligt Catalogue of Life ingår Storlomme i släktet lommar och familjen korsblommiga växter, men enligt Dyntaxa är tillhörigheten istället släktet lommar och familjen korsblommiga växter. Arten förekommer tillfälligt i Sverige, men reproducerar sig inte. Inga underarter finns listade i Catalogue of Life.